# بریسئیس
بریسئیس (به یونانی: Βρισηίς)، دختر بریسئوس و همسر مونس بود که در جنگ تروآ وارد رابطه‌ای عاشقانه با آشیل شد.
در جنگ تروآ، آشیل او را که برادرزادهٔ پرایم شاه تروا بود به اسارت گرفت. آگاممنون آشیل را مجبور کرد دست از برسیس بکشد. اما آگاممنون به او دست نزد، اما پس از یکی از جنگ‌هایش که شکست خورده بود بریسئیس را به مردان سپاه داد تا با آن تفریح کنند. اما آشیل او را نجات داد و به چادر خود برد و خون‌های بدنش را پاک کرد و غذای خود را با او تقسیم کرد از این رو که بریسئیس خدمتگزار معبد آپولو بود آشیل رازهایی از خدایان را به بریسئیس گفت. بریسئیس از همانجا عاشق آشیل شد اما نفرت او از وی بر عشق او غلبه کرد. شب هنگام بریسئیس به بستر آشیل رفت تا او را بکشد. او نمی دانست که آشیل روئین‌تن است و می‌خواست سر او را ببرد اما آشیل از خواب بیدار شد و به او گفت اگر دوست داری من را بکش، اما بریسئیس دستانش لرزید و خنجر را کنار انداخت و با آشیل همبستر شد. بریسئیس و آشیل عاشقانه همدیگر را دوست می‌داشتند تا اینکه بریسئیس از آشیل باردار شد. شبی که پرایم برای پس گرفتن جسد پسر خود هکتور آمد، آشیل بریسئیس را به نزد عمویش برگرداند و گردنبند خود را به او یادگاری داد. اما در جنگ بعدی پاریس آشیل را کشت و بریسئیس تا ابد با او قهر کرد. از سرنوشت فرزند آشیل چیزی در دسترس نیست.